# Kanton Petit-Bourg
Der Kanton Petit-Bourg ist ein Wahlkreis im französischen Département Guadeloupe. Er umfasst einen Teil der Gemeinde Petit-Bourg und seit der Kantonsreform von 2015 zusätzlich die Gemeinde Goyave.

## Gemeinden
| Gemeinde           | Einwohner 1. Januar 2022 | Fläche km² | Dichte Einw./km² | Code INSEE | Postleitzahl |
| ------------------ | ------------------------ | ---------- | ---------------- | ---------- | ------------ |
| Goyave             | 7.640                    | 59,91      | 128              | 97114      | 97120        |
| Petit-Bourg        | 11.967                   | 99,69      | 120              | 97118      | 97100        |
| Kanton Petit-Bourg | 19.607                   | 159,60     | 123              | 97113      | –            |

1. ↑   Nur der südwestliche Teil der Gemeinde, der Rest gehört zum Kanton Baie-Mahault-2.